# Allemagne au Concours Eurovision de la chanson 1965
L'Allemagne a participé au Concours Eurovision de la chanson 1965 le 20 mars à Naples, en Italie. C'est la 10e participation allemande au Concours Eurovision de la chanson.
Le pays est représenté par la chanteuse Ulla Wiesner et la chanson « Paradies, wo bist du? », sélectionnées par Hessischer Rundfunk (HR) au moyen d'une finale nationale.

## Sélection

### Ein Lied für Neapel
Le radiodiffuseur allemand Hessischer Rundfunk (HR, « Radiodiffusion de la Hesse »), organise la finale nationale Ein Lied für Neapel (« Une chanson pour Naples ») afin de sélectionner l'artiste et la chanson représentant l'Allemagne au Concours Eurovision de la chanson 1965.

#### Finale
La finale allemande Ein Lied für Neapel, présentée par Henno Lohmeyer, a lieu le 27 février 1965 aux studios de la NDR à Hambourg.
Six chansons et ses artistes respectifs ont participé à cette sélection allemande. Les chansons sont toutes interprétées en allemand, langue nationale de l'Allemagne.
| Ordre | Artiste         | Chanson                     | Traduction                         | Points | Place |
| ----- | --------------- | --------------------------- | ---------------------------------- | ------ | ----- |
| 1     | Ulla Wiesner    | Paradies, wo bist du?       | Paradis, où es tu ?                | 8      | 1     |
| 2     | Peter Beil      | Nur aus Liebe               | Seulement par amour                | 0      | 4     |
| 3     | Angelina Monti  | Robertino                   | –                                  | 2      | 2     |
| 4     | Leonie Brückner | Auch du wirst geh'n         | Tu vas aussi partir                | 0      | 4     |
| 5     | Nana Gualdi     | Wunder, die nie geschehen   | Les miracles qui n'arrivent jamais | 1      | 3     |
| 6     | René Kollo      | Alles Glück auf dieser Welt | Tout le bonheur du monde           | 0      | 4     |

Lors de cette sélection, c'est la chanson Paradies, wo bist du? interprétée par Ulla Wiesner qui fut choisie. Le chef d'orchestre sélectionné pour l'Allemagne à l'Eurovision est Alfred Hause.

## À l'Eurovision
Chaque jury national attribue un, trois ou cinq points à ses trois chansons préférées.

### Points attribués par l'Allemagne
| 5 points | Luxembourg |
| 3 points | France     |
| 1 point  | Italie     |

Ulla Wiesner interprète Paradies, wo bist du? en 5e position lors de la soirée du concours, suivant l'Irlande et précédant l'Autriche.
Au terme du vote final, l'Allemagne termine 15e et dernière — à égalité avec la Belgique, l'Espagne, et la Finlande — sur les 18 pays participants, n'ayant reçu aucun point,.